# Ginger Rogers
Ginger Rogers (născută Virginia Katherine McMath, n. 16 iulie 1911, Independence⁠(d), Missouri, SUA – d. 25 aprilie 1995, Rancho Mirage⁠(d), California, SUA) a fost o cântăreață, dansatoare și actriță americană de teatru și film, laureată a premiului Oscar (1941).

## Filmografie
| Titlu                                | Premiera | Regizor                          | Co-Starring                                                   | Note |
| ------------------------------------ | -------- | -------------------------------- | ------------------------------------------------------------- | --- |
| Young Man of Manhattan               | 1930     | Monta Bell                       | Claudette Colbert, Norman Foster                              | Replica "Cigarette me, big boy" a devenit o lozincă populară în anii 1930 după ce publicul a auzit-o pe Ginger Rogers repetând-o pe tot parcursul filmului. |
| Queen High                           | 1930     | Fred Newmeyer                    |                                                               | |
| The Sap from Syracuse                | 1930     | A. Edward Sutherland             | Jack Oakie                                                    | |
| Follow the Leader                    | 1930     | Norman Taurog                    |                                                               | |
| Honor Among Lovers                   | 1931     | Dorothy Arzner                   | Claudette Colbert                                             | |
| The Tip-Off                          | 1931     | Albert Rogell                    |                                                               | |
| Suicide Fleet                        | 1931     | Albert Rogell                    |                                                               | |
| Carnival Boat                        | 1932     | Albert Rogell                    |                                                               | |
| The Tenderfoot                       | 1932     | Ray Enright                      | Joe E. Brown                                                  | |
| The Thirteenth Guest                 | 1932     | Albert Ray                       | Lyle Talbot                                                   | |
| Hat Check Girl                       | 1932     | Sidney Lanfield                  |                                                               | Sidney Lanfield a fost cel mai frecvent regizor al emisiunii TV din anii 1960 Addams Family. |
| You Said a Mouthful                  | 1932     | Lloyd Bacon                      | Joe E. Brown                                                  | |
| 42nd Street                          | 1933     | Lloyd Bacon                      | Warner Baxter, Ruby Keeler, Dick Powell                       | |
| Broadway Bad                         | 1933     | Sidney Lanfield                  |                                                               | |
| Gold Diggers of 1933                 | 1933     | Mervyn LeRoy                     | Ruby Keeler, Dick Powell                                      | Prezintă celebra interpretare a lui Rogers "The Gold Diggers' Song (We're in the Money)," regie și coregrafie: Busby Berkeley. |
| Professional Sweetheart              | 1933     | William A. Seiter                | Norman Foster                                                 | |
| A Shriek in the Night                | 1933     | Albert Ray                       | Lyle Talbot                                                   | |
| Don't Bet on Love                    | 1933     | Murray Roth                      | Lew Ayres                                                     | Ginger Rogers și Lew Ayres s-au căsătorit după acest film, căsătorie ce a durat de șapte ani. |
| Sitting Pretty                       | 1933     | Harry Joe Brown                  | Jack Oakie, Jack Haley                                        | |
| Flying Down to Rio                   | 1933     | Thornton Freeland                | Dolores Del Rio, Gene Raymond, Fred Astaire                   | Prima dată când apare perechea Astaire–Rogers într-un film. Acesta este singurul film în care Rogers a fost scrisă pe generic deasupra lui Astaire. |
| Chance at Heaven                     | 1933     | William A. Seiter                | Joel McCrea                                                   | |
| Rafter Romance                       | 1933     | William A. Seiter                | Norman Foster                                                 | |
| Finishing School                     | 1934     | Wanda Tuchock și George Nicholas | Beulah Bondi                                                  | |
| Twenty Million Sweethearts           | 1934     | Ray Enright                      | Dick Powell                                                   | |
| Change of Heart                      | 1934     | John G. Blystone                 | Janet Gaynor, Charles Farrell                                 | |
| Upperworld                           | 1934     | Roy Del Ruth                     | Mary Astor                                                    | |
| The Gay Divorcee                     | 1934     | Mark Sandrich                    | Fred Astaire                                                  | |
| Romance in Manhattan                 | 1934     | Stephen Roberts                  | Francis Lederer                                               | |
| Roberta                              | 1935     | William A. Seiter                | Irene Dunne, Fred Astaire, Randolph Scott                     | Lucille Ball a apărut nemenționată ca model. Personajul ei a fost șters deoarece trebuia să joace rolul unui model francez dar nu a putut să-și perfecționeze accentul. |
| Star of Midnight                     | 1935     | Stephen Roberts                  | William Powell                                                | |
| Top Hat                              | 1935     | Mark Sandrich                    | Fred Astaire                                                  | |
| In Person                            | 1935     | William A. Seiter                | George Brent                                                  | |
| Follow the Fleet                     | 1936     | Mark Sandrich                    | Fred Astaire, Randolph Scott, Lucille Ball                    | |
| Swing Time                           | 1936     | George Stevens                   | Fred Astaire                                                  | |
| Shall We Dance                       | 1937     | Mark Sandrich                    | Fred Astaire                                                  | |
| Stage Door                           | 1937     | Gregory La Cava                  | Katharine Hepburn, Adolphe Menjou, Gail Patrick, Lucille Ball | |
| Having Wonderful Time                | 1938     | Alfred Santell                   | Douglas Fairbanks Jr., Lucille Ball, Red Skelton              | A fost folosită mare parte a distribuției filmului Stage Door. |
| Vivacious Lady                       | 1938     | George Stevens                   | James Stewart, Charles Coburn, Hattie McDaniel                | |
| Carefree                             | 1938     | Mark Sandrich                    | Fred Astaire, Jack Carson, Hattie McDaniel                    | |
| The Story of Vernon and Irene Castle | 1939     | H. C. Potter                     | Fred Astaire                                                  | |
| Bachelor Mother                      | 1939     | Garson Kanin                     | David Niven, Charles Coburn                                   | |
| Fifth Avenue Girl                    | 1939     | Gregory La Cava                  | Walter Connolly                                               | |
| Primrose Path                        | 1940     | Gregory La Cava                  | Joel McCrea                                                   | |
| Lucky Partners                       | 1940     | Lewis Milestone                  | Ronald Colman, Jack Carson                                    | |
| Kitty Foyle                          | 1940     | Sam Wood                         | Dennis Morgan, James Craig                                    | Rogers a câștigat Premiul Oscar pentru cea mai bună actriță fiind primul an în care Academia nu a anunțat câștigătorii înainte de ceremonie. A câștigat premiul în fața altor actrițe ca Bette Davis, Joan Fontaine, Martha Scott sau Katharine Hepburn. |
| Tom, Dick and Harry                  | 1941     | Garson Kanin                     | Burgess Meredith                                              | |
| Roxie Hart                           | 1942     | William A. Wellman               | Adolphe Menjou                                                | |
| Tales of Manhattan                   | 1942     | Julien Duvivier                  | Henry Fonda, Cesar Romero, Rita Hayworth, Gail Patrick        | |
| The Major and the Minor              | 1942     | Billy Wilder                     | Ray Milland                                                   | Rogers a intervenit puternic pentru ca Billy Wilder să fie regizorul acestui film. Aproape de sfârșitul filmului, mama ei din viața reală, Lela Rogers, a jucat rolul mamei personajului ei. Este un film favorit al lui Ginger Rogers. |
| Once Upon a Honeymoon                | 1942     | Leo McCarey                      | Cary Grant                                                    | |
| Tender Comrade                       | 1943     | Edward Dmytryk                   | Robert Ryan                                                   | |
| Lady in the Dark                     | 1944     | Mitchell Leisen                  | Ray Milland, Warner Baxter                                    | |
| I'll Be Seeing You                   | 1944     | William Dieterle                 | Joseph Cotten, Shirley Temple                                 | |
| Week-End at the Waldorf              | 1945     | Robert Z. Leonard                | Lana Turner                                                   | Refacere a filmului din 1932 Grand Hotel înfățișând o balerină care a fost jucată pentru prima dată pe ecran de Greta Garbo. |
| Heartbeat                            | 1946     | Sam Wood                         | Adolphe Menjou                                                | |
| Magnificent Doll                     | 1946     | Frank Borzage                    | David Niven, Burgess Meredith                                 | |
| It Had to Be You                     | 1947     | Don Hartman and Rudolph Mate     | Cornel Wilde                                                  | |
| The Barkleys of Broadway             | 1949     | Charles Walters                  | Fred Astaire                                                  | Inițial rolul lui Rogers a fost atribuit lui Judy Garland care recent jucase în muzicalul de succes Easter Parade alături de Astaire. Cu toate acestea ea a trebuit să renunțe la proiectul din cauza unor probleme de sănătate și Rogers a fost solicitată ca înlocuitoare în ultimul minut. Acesta este singurul film cu Astaire-Rogers care nu a fost lansat de RKO Pictures și singurul filmat în culori (deși numărul muzical "I Used to Be Color Blind" din Carefree a fost filmat inițial în Technicolor). |
| Perfect Strangers                    | 1950     | Bretaigne Windust                | Dennis Morgan                                                 | |
| Storm Warning                        | 1951     | Stuart Heisler                   | Ronald Reagan, Doris Day, Steve Cochran                       | |
| The Groom Wore Spurs                 | 1951     | Richard Whorf                    | Jack Carson                                                   | |
| We're Not Married!                   | 1952     | Edmund Goulding                  | Marilyn Monroe, Zsa Zsa Gabor, Fred Allen, Victor Moore       | |
| Monkey Business                      | 1952     | Howard Hawks                     | Cary Grant, Marilyn Monroe, Charles Coburn                    | |
| Dreamboat                            | 1952     | Claude Binyon                    | Clifton Webb                                                  | |
| Forever Female                       | 1953     | Irving Rapper                    | William Holden                                                | |
| Black Widow                          | 1954     | Nunnally Johnson                 | Gene Tierney, Van Heflin, Peggy Ann Garner                    | |
| Twist of Fate                        | 1954     | David Miller                     | Herbert Lom                                                   | Lansat în Regatul Unit ca Beautiful Stranger; soțul lui Rogers din aceea perioadă, Jacques Bergerac, a apărut în acest film. |
| Tight Spot                           | 1955     | Phil Karlson                     | Edward G. Robinson, Brian Keith, Lorne Green, Eve McVeagh     | |
| The First Traveling Saleslady        | 1956     | Arthur Lubin                     | Clint Eastwood                                                | |
| Teenage Rebel                        | 1956     | Edmund Goulding                  | Michael Rennie                                                | |
| Oh, Men! Oh, Women!                  | 1957     | Nunnally Johnson                 | David Niven                                                   | |
| Quick, Let's Get Married!            | 1964     | William Dieterle                 | Ray Milland                                                   | Cunoscut și ca "The Confession." |
| Harlow                               | 1965     | Alex Segal                       | Carol Lynley                                                  | Ultimul film al lui Rogers. |

## Legături externe
- Ginger Rogers la Internet Movie Database